# William Cunningham (econoom)

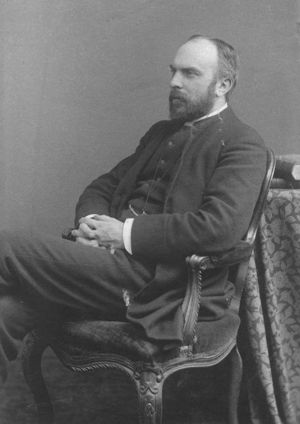
William Cunningham

William Cunningham (Edinburgh, 29 december 1849 - Cambridge, 10 juni 1919) was een Brits economisch historicus. Hij was een voorstander van het gebruik van de historische methode in de economische wetenschap. Politiek gesproken was hij een tegenstander van vrijhandel. 
Cunningham is de schrijver van het standaardwerk The Growth of English Industry and Commerce.

## Werken
- (en)  Growth of English Industry and Commerce in Modern Times: The Mercantile System (1882); Cambridge U. Press, herziene 7e druk. (1907) online, McMaster

- CiNii: DA02591870
- Gemeinsame Normdatei: 128907487
- International Standard Name Identifier: 0000 0001 0875 8885
- Library of Congress Control Number: nr89015628
- Nationale Bibliotheek van Letland: 000335546
- Bibliotheek van het Japanse parlement: 00520977
- Nationale Bibliotheek van Tsjechië: xx0053423
- Nationale bibliotheek van Australië: 53004752
- Nationale Bibliotheek van Israël: 987007290931405171
- Nederlandse Thesaurus van Auteursnamen: 074603795
- Istituto Centrale per il Catalogo Unico: MILV314468
- SNAC: w6c829vp
- Système universitaire de documentation: 083314032
- Trove: 1533274
- Virtual International Authority File: 89752190
- WorldCat: E39PBJfRCd8cWYfgQk94q86xjC